# El Valle (Granada)
El Valle ist eine Gemeinde in der Provinz Granada im Südosten Spaniens mit 937 Einwohnern (Stand: 2024). Die Gemeinde liegt in der Comarca Valle de Lecrín. 

## Geografie
Die Gemeinde liegt im Süden der Provinz und grenzt an Albuñuelas, Los Guájares, Lecrín, El Pinar und Villamena. Die Gemeinde liegt im Tal von Lecrín, ein Gebiet, das an den Westhang der Sierra Nevada grenzt.

## Wirtschaft
Die lokale Wirtschaft, die traditionell von der Landwirtschaft (insbesondere dem Anbau von Zitrusfrüchten) abhängig war, hat sich in Richtung Tourismus entwickelt, so dass es heute einige Immobilienunternehmen in der Gemeinde gibt, die sich der Vermarktung alter, verlassener ländlicher Immobilien auf dem deutschen, englischen und französischen Markt widmen.